# Pilspetsrankesläktet
Pilspetsrankesläktet (Syngonium) är ett växtsläkte ur familjen kallaväxter (Araceae) som består av cirka 30 arter från tropiska Amerika. Några arter odlas som krukväxter i Sverige.